# Guidonia esculenta
Guidonia esculenta là một loài thực vật có hoa trong họ Liễu. Loài này được (Roxb.) Baill. mô tả khoa học đầu tiên năm 1884.